# Zenei módosítójelek
A zenei módosítójelek a nyugati zene hangjegyírásában a zenei hang előtt álló, annak hangmagasságát egy vagy két félhanggal felemelő vagy leszállító, illetve az előbbieket érvénytelenítő jelek: a kereszt, a kettőskereszt (vagy duplakereszt), a bé, a bebé (vagy duplabé, régebben kettősbé is) és a feloldójel összefoglaló elnevezése. Kialakulásuk szorosan kötődik a hangjegyírás európai fejlődéséhez, mára a kottaírás alapelemei közé tartoznak. Mivel az évezredes ötvonalas vonalrendszer vonalai és vonalközei történelmi okokból csak a törzshangokat jelölik, a törzshangokból képzett módosított hangok lejegyzése a zenei módosítójelek segítségével történik, ezért a nyugati hangrendszer teljes hangkészletének lejegyezhetőségéhez nélkülözhetetlenek.

## A jelek és funkciójuk
Az öt módosítójel alapfunkciói a következők:
- A  a mögötte álló hangot egyszeresen felfelé módosítja, egy fél hanggal.
- A  a mögötte álló hangot kétszeresen felfelé módosítja.
- A  az előtte álló hangot egyszeresen lefelé módosítja. (egy fél hanggal)
- A  a mögötte álló hangot kétszeresen lefelé módosítja.
- A  a mögötte álló hangra vonatkozó bármely korábbi módosítás érvényességét megszünteti.

A módosítások alapja minden esetben az ötvonalas vonalrendszeren megfelelő pozíciójú törzshang.
Az ötvonalas vonalrendszer vonalainak, pótvonalainak és vonalközeinek megfelelő hangok a transzponáló hangszerek esetében (kivéve a tiszta oktávval transzponálókat) nem a törzshangok teljes sorát jelenítik meg, a módosítójelek alkalmazása viszont (a zenei kulcsokhoz hasonlóan) mindig a kottaképhez kötődik.
A hét törzshang mindegyike módosítható felfelé és lefelé, egyszeresen és kétszeresen is. Ez a módosítójelek segítségével összesen 35 különböző zenei hang lejegyzését teszi lehetővé, ám ez nem feltétlenül jelent 35 akusztikailag különböző hangot: például a kiegyenlített hangolás esetében ez mindössze 12 ciklikusan különböző hangmagasság.
A módosítójelek használatának két módja van: az előjegyzés és az eseti módosítás, melyek elsősorban a módosítások érvényességének mértékében különböznek, mind vertikálisan (oktávfekvés), mind horizontálisan (relatív időtartam).

## Előjegyzés

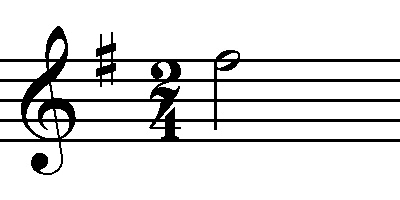
Egy előjegyzés: minden f helyen álló hang fisz lesz

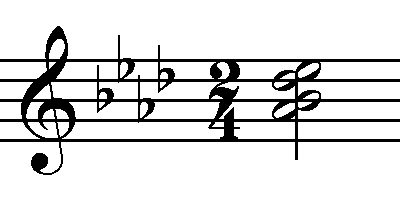
Négy előjegyzés: minden h, e, a, d helyen álló hang b, esz, asz, desz lesz

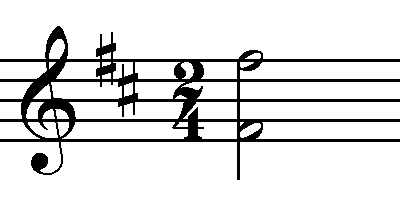
Az előjegyzés minden oktávfekvésben érvényes: fisz^{1} és fisz^{2}

Az előjegyzés, mint neve is mutatja, olyan előre meghatározott módosításokat jelent, melyek leggyakrabban a folyamatos zenei történés (darab, tétel stb.) egészére, ritkábban csak hosszabb szakaszaira érvényesek. Az előjegyzések alkalmazása szinte mindig a diatonikus hangnemekkel függ össze: mivel a C-dúr és a természetes a-moll kivételével az összes hangnem hangsora egy vagy több módosított hangot tartalmaz, ezeket a hangnemből eredő állandó módosításokat célszerű már a mű lejegyzésének legelején feltüntetni. Az előjegyzés az első kottasorban a kulcs és az ütemjelzés közé kerül, és minden újabb kottasor elején (a kulccsal együtt, de az ütemjelzés nélkül) megismétlődik. Az előjegyzés minden oktávfekvésben érvényes.

### Előjegyzések a diatonikus hangnemekben
Az előjegyzéssel minden hangnem lejegyzése jelentősen egyszerűbbé válik. Mivel a zenei gyakorlatban a kvintkör alapján felépülő, azaz önmagába visszatérő hangnemrendszer használatos, a hangnemek száma véges. A kvintkörben elméletben a tizenkét különböző alaphangra összesen hétféle hétfokú hangsor építhető, mely összesen 84 hangnemet eredményez. Mivel azonban a zenei gyakorlatban a két fő diatonikus hangnem, azaz a dúr és a moll dominál, a hangnemek száma így gyakorlatilag csak 24 lenne. Mivel a dúr és természetes moll hangnemek hangsorai páronként megfeleltethetőek egymásnak (például C-dúr és a-moll, D-dúr és h-moll stb.), a szükséges különböző előjegyzések száma elvben 12-re csökken: a C-dúr és a-moll hangnemei nem igényelnek előjegyzést, a Fisz-dúr és a disz-moll (hat  előjegyzés) alkotta hangnempár pedig a kvintkörben akusztikailag azonos a Gesz-dúrral és az esz-mollal (hat  előjegyzés).
Azonban a zenei gyakorlatban előforduló előjegyzések száma 15. Ennek oka, hogy minden hangnem zenetörténetileg kialakult saját „karakterrel” rendelkezik: más jellegű művet volt szokás Desz-dúrban komponálni (öt  előjegyzés), és mást Cisz-dúrban (hét  előjegyzés), holott a két hangnem a kvintkörben akusztikailag azonos. Bach például a Wohltemperiertes Klavier mindkét kötetének harmadik prelúdiumát és fúgáját Cisz-dúrban jegyezte le.
Előjegyzésként tehát a zenei gyakorlatban 1-7  illetve 1-7  használatos, tizenötödiknek a „nulla előjegyzést” tekintjük. Mindegyik előjegyzés vonatkozhat egy-egy dúr illetve moll hangnemre, így a kvintkörben az akusztikailag 24 különböző diatonikus hangnemnek összesen 30 különböző lejegyzése lehetséges. A C-dúr és a természetes a-moll hangnemek hangsorai megegyeznek a törzshangokkal, így előjegyzés nélküliek („nulla előjegyzés”), a  7 -es és a 7 -s hangnem előjegyzése pedig az alábbi táblázatban látható.
| előjegyzés | dúr hangnem | moll hangnem |
| ---------- | ----------- | ------------ |
| 1          | G           | e            |
| 2          | D           | h            |
| 3          | A           | fisz         |
| 4          | E           | cisz         |
| 5          | H           | gisz         |
| 6          | Fisz        | disz         |
| 7          | Cisz        | aisz         |

| előjegyzés | dúr hangnem | moll hangnem |
| ---------- | ----------- | ------------ |
| 1          | F           | d            |
| 2          | B           | g            |
| 3          | Esz         | c            |
| 4          | Asz         | f            |
| 5          | Desz        | b            |
| 6          | Gesz        | esz          |
| 7          | Cesz        | asz          |

### Előjegyzésváltás

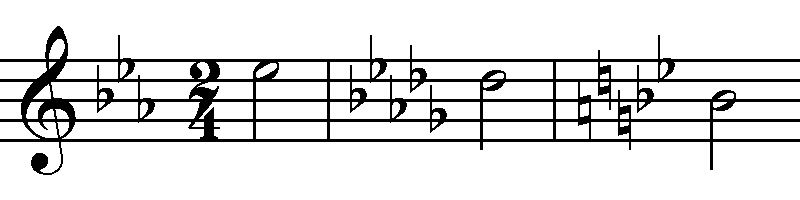
Az előzőhöz képest több és kevesebb előjegyzés váltásának jelölése

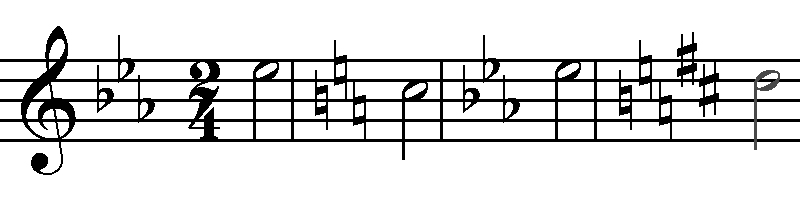
Az előzőhöz képest nulla, majd újbóli, illetve ellenkező irányú előjegyzésváltás jelölése

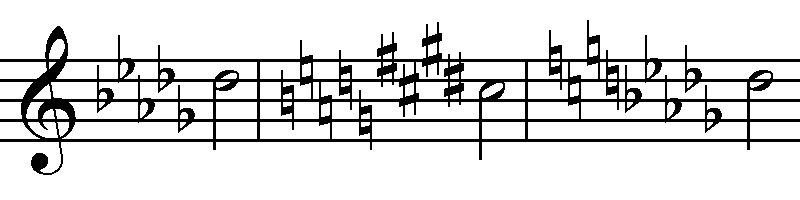
Chopin Desz-dúr prelűdjének előjegyzésváltásai: Desz-dúr, cisz-moll, Desz-dúr

Amennyiben a zenei történés hosszabb időre más hangnembe kerül, a szerző a könnyebb lejegyzés, egyben a könnyebb kottaolvasás érdekében gyakran előjegyzést vált. Például Chopin zongorára írt, híres Desz-dúr „Esőcsepp” prelűdjének (Op.28, No.15) középső szakasza azonos alaphangú mollba, vagyis desz-mollba vált. Ez nyolc , helyesebben hat  és két  előjegyzést jelentene, de ilyen előjegyzés gyakorlatilag nincs. A kvintkörben a desz-moll a cisz-mollal akusztikailag azonos, a cisz-mollban történő lejegyzés tehát a valós hangzáson nem változtat, ám csak négy  előjegyzést igényel, melyet jóval könnyebb olvasni. A cisz-moll szakasz végén a hangnem visszatér Desz-dúrba, újabb előjegyzésváltással. A hangnemi logika és a könnyebb olvashatóság elveinek alkalmazása között a szerző dönt.
Ha az előjegyzésváltás az eredeti előjegyzéssel azonos irányú (az eddigihez képest több  illetve több ), egyszerűen kiírják a megfelelő új előjegyzést. Amennyiben viszont ellenkező irányú (kevesebb  illetve kevesebb ), akkor a már nem használt -ek illetve -k helyét feloldójellel jelzik, a használatban maradtakat pedig újból kiírják, és ha az előjegyzés nulla lesz, ezt az addigi előjegyzésnek megfelelő számú és helyű feloldójellel jelzik. Amennyiben -es előjegyzésre -s következik vagy fordítva, először a nulla előjegyzésnek megfelelő feloldójeleket, majd az új előjegyzést írják ki, közvetlenül egymás után.

### További jellegzetességek

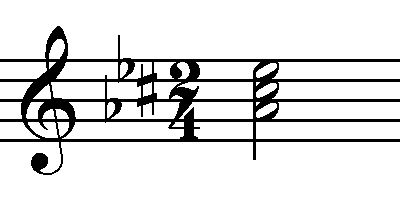
Egyedi, nem diatonikus előjegyzés: minden c, e, a hang helyett cisz, esz, asz áll

Az előjegyzés önmagában nem elegendő a hangnem azonosítására, hiszen az egyaránt lehet (különböző alaphangú) dúr, moll, vagy akár más, ritkábban használt hangnem is. Például három  előjegyzés lehet A-dúr vagy fisz-moll, továbbá esetleg h-dór, E-mixolíd, D-líd, cisz-fríg, gisz-lokriszi. Tény azonban, hogy ma gyakran a ritkábban alkalmazott hangnemeket is a hangnem tercétől függően inkább dúrnak (nagyterc) vagy mollnak (kisterc) megfelelő előjegyzéssel jegyzik le, azonos alaphanggal. Így például egy E-mixolíd hangnemet inkább E-dúrnak megfelelő előjegyzéssel jegyeznek le, és a mixolíd hangnemre jellemző kisszeptimet esetenként módosítják (disz helyett d), illetve egy a-dór hangnemet inkább a-mollként jegyeznek le, és a dórra jellemző nagyszextet alkalmanként módosítják (f helyett fisz). Ez különösen a jazz-re és a könnyűzenére jellemző.
A XX. század elejétől kezdve a modern zenei törekvések alkalmanként különleges, a diatonikus hangsorok logikájától eltérő előjegyzést alkalmaznak, többek között Bartók is a Mikrokozmosz több darabjában: a 99. számú rövid műben például a zongora jobbkéz-szólama esz (), a bal kézé pedig fisz és gisz (-ek) előjegyzést kap. Számos modern mű már nem kötődik egy adott alaphangnemhez, sőt, némelyik teljes hangnemnélküliségre törekszik, következésképpen a diatonikus hangnemekre jellemző előjegyzés fogalma e művek esetében értelmét veszti, így nem is alkalmazzák, helyette minden egyes módosított hangot esetileg jelölnek.

## Eseti módosítások
Az eseti módosítások közös jellemzője, hogy érvényességük csak az ütem végéig, illetve még az ütem vége előtti esetleges újabb módosításig tart, és csak abban az oktávfekvésben, melyben megjelenik. A hangok egy ütemen belüli ismétlése esetén így nem kell megismételni a módosítójelet is, még akkor sem, ha a két azonos hang nem közvetlenül egymás után következik, hanem közöttük bármely számú (és az ötvonalas vonalrendszerben más pozíciójú) hang van. Fentiek alapján, amennyiben a következő ütemben ismét módosított hang szerepel, a módosítójelet újra ki kell tenni. Ez alól egyetlen kivétel van: ha az előző ütem utolsó hangja a következő ütem első hangjához van kötve, hiszen ez a valós hangzás szempontjából egyetlen hang, melynek időtartama megoszlik két (vagy több) ütem között. Alkalmanként, főleg pedagógiai célból kiadott zeneművek esetében ilyenkor a módosítójelet mégis kiteszik, de zárójelben, mintegy emlékeztetőként.
Minden eseti módosítójelre igaz, hogy a hangot abszolút módon jelöli. Például, ha egy g hang előtt  áll: gisz, ha : giszisz, ha : gesz, ha : geszesz lesz, és végül minden esetben, ha előtte  szerepel: a hang g. Az első látásra egyértelműnek tűnő felsorolást azért szükséges megerősíteni, mivel ez előjegyzések alkalmazásakor is igaz marad. Például Cisz-dúrban minden g helyen álló hang ab ovo gisz, eseti jelzés nélkül is. Amennyiben ezt egyszeresen módosítjuk felfelé, az eredmény giszisz lesz. A módosítást azonban nem az egyszeresen felfelé módosító -tel, hanem -tel jelezzük: a módosítójel valójában nem a módosítás mértékét, hanem végeredményét jelzi.
Fentiekből következik az eseti módosítások feloldása is. Ha egy esetileg kétszeresen módosított hang után annak (előjegyzés szerinti vagy nélküli) egyszeresen módosított változata következik, azt a megfelelő egyszeres módosítójellel látjuk el, tehát ismét a végeredményt jelöljük. Alkalmanként, főleg pedagógiai célból kiadott zeneművek esetében a kétszeres módosítást követő egyszeresen módosított hang előtt két módosítójel áll: egy feloldójel és az egyszeres jel, az előbbi leggyakrabban zárójelben. Könnyűzenei kottákban ritkán az is előfordul, hogy a módosítatlan hangot (ez esetben g) – előjegyzés mellett és előzetes módosítások után – két egymás utáni feloldójellel jelzik.
Az eseti módosítójelekre vonatkozó szabályok alapján tehát megállapítható, hogy ha adott hang előtt módosítójel van, akkor a hang önmagában is teljes bizonyossággal azonosítható, amennyiben viszont nincs előtte módosítójel, akkor a hang lehet módosított vagy módosítatlan is, azonosítása pedig az előjegyzésen és az ütemen belül korábban előfordult módosításokon alapul.

### Oktávfekvés

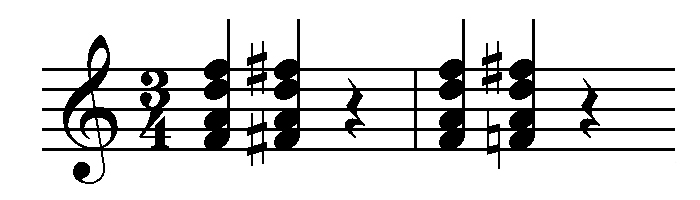
Az eseti módosítás csak abban az oktávfekvésben érvényes, melyben megjelenik, a nem módosított oktávban a hang elé olykor feloldójelet tesznek

Ha egyszerre több oktávban is előfordul ugyanaz a módosított hang, mindegyik elé ki kell tenni ugyanazt a megfelelő módosítójelet, mivel az eseti előjegyzés mindig csak a jelzett oktávfekvésben érvényes. Ha a két vagy több hang közül az egyik módosítatlan, ekkor utóbbi elé elvben nem kell előjegyzés, de a félreértések elkerülése végett – főleg pedagógiai jellegű kiadásokban – ilyenkor a módosítatlan hang elé feloldójel kerül, gyakran zárójelben. Hasonlóképpen, különböző oktávfekvésekben lévő, előjegyzés szerint módosított hangok közül egynek a további módosítása vagy feloldása mellett a másik (többi) hang előtt esetenként zárójelben szerepeltetik az eredeti előjegyzés szerinti, változatlan módosítást.

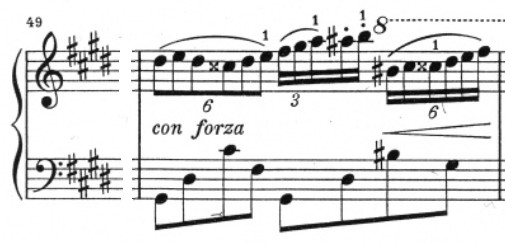
Eseti módosítás különböző oktávban Chopin cisz-moll noktürnjében

Chopin cisz-moll noktürnjének (Op. posztumusz, No. 20) egyik futamában a kétvonalas cisz ciszre módosul, azonban a háromvonalas ciszre ez a módosítás nem érvényes. Mivel a háromvonalas ciszt egy ciszisz követi, amit újabb kettőskereszt jelez, nem merülhet fel félreértelmezés, ezért az eredeti előjegyzést a szerkesztők általában nem erősítik meg. A példában a Henle kiadó kottájának részlete látható, de a Lengyel Zenekiadó (Polskie Wydawnictwo Muzyczne) és a New York-i International Music Co. kiadványaiban sem szerepel megerősítő módosítójel.

### Gyakorlati példák
A jobb oldali ábrán gyakorlati példák láthatóak a különböző módosítójelek különböző esetekben történő használatára.
- Az előjegyzés négy  (a hangnem Asz-dúr vagy f-moll), így az első ütem első hangja c, a második pedig az előjegyzés folytán asz.
- Az első ütem harmadik hangja az előtt álló  miatt cisz. Mivel az eseti módosítás – további módosítás hiányában – érvényes az ütem végéig, ezért az első ütemben az ötödik és hetedik hang is cisz, anélkül, hogy eléjük a módosítójelet újra ki kellene tenni.
- A negyedik hang az előjegyzés miatt ismét asz lenne, ám előtte feloldójel áll, így a hang a lesz. Az eseti módosítás – jelen esetben feloldójel – az ütem végéig érvényes, de csak akkor, ha nincs a hang előtt újabb módosítójel, még az ütem vége előtt. A hatodik hang így az előtte álló  miatt asz. Az ütem végéig e hang előtt már nincs újabb módosítójel, így a nyolcadik hang is asz.
- Hiába nem szerepel az első ütemben a  után más módosítójel, az eseti módosítás csak az ütem végéig érvényes, ezért, mivel a második ütem első hangja ismét cisz, elé a -et ismét ki kell tenni.
- Bármely két, különböző eseti módosítójellel ellátott, azonos pozíciójú hang követheti egymást. A második ütem harmadik és ötödik hangja így cesz és c, a második, negyedik és hatodik hang pedig a, aszasz és asz.

### Negyedhangok jelölése
| negyedhangos emelés | háromnegyed hangos emelés | negyedhangos leszállítás | háromnegyed hangos leszállítás | háromnegyed hangos leszállítás | háromnegyed hangos leszállítás |
| ------------------- | ------------------------- | ------------------------ | ------------------------------ | ------------------------------ | ------------------------------ |
|                     |                           |                          |                                |                                |                                |

A XX. század elejétől kezdve egyes modern zeneszerzők a negyedhangos hangmagasságok jelölését (gyakran mikrotonális jelölésnek is nevezik, ez azonban nem pontos meghatározás) különféle egyedi módszerrel oldják meg. Bartók Béla például Hegedűversenyében a hangjegy mellé írt kis felfelé illetve lefelé mutató nyíllal jelezte a negyedhangos módosítást. Más szerzők a már létező módosítójelek, elsősorban a  és a  grafikai variánsait alkalmazzák, a leggyakoribb jelek a jobb oldali táblázatban láthatóak.

## Történetük
Az alapjelek (, , ) mind a b hang nevéből fejlődtek ki. Az első évezred végére kialakult gregorián gyakorlatban egyaránt használták a mai b és h hangokat, bár sosem egyszerre. A két hang lejegyzésbeli megkülönböztetésére így már korán szükség lett, de rendszeres és elterjedt jelölés nem alakult ki. Bár a mai b hangot például leggyakrabban már ekkor is b betűvel jelölték, a h lejegyzésére ezzel szemben többféle jelölés volt használatban, például a b megfordításából származó q betű.
Arezzói Guidó (vagy Guido Monaco vagy Guido Aretinus, 991-992 körül – 1033-1050 között) itáliai bencés szerzetes két 1030 körül keletkezett művében is (Aliae regulae és Micrologus) megjelenik az a két jel, melyet az általa bevezetett hexachordrendszerhez kapcsolódva javasolt. Az alaphexachord (naturale, azaz „természetes”: c-d-e-f-g-a) negyedik és ötödik fokára épített két további hexachordban (molle, azaz „lágy”: f-g-a-b-c-d; és durum, azaz „kemény”: g-a-h-c-d-e) a félhanglépés más-más pozíciója miatt a mai b hangot nagyjából a mai -vel jelölte, neve b rotundum („kerek b”) illetve b molle („lágy b”) volt, a h hang jele pedig  lett, neve b quadratum („négyszögletes b”) illetve b durum („kemény b”).
A quadratum jeléből fejlődött ki a  (XII. század) és a  (XIII. század) is, melyeket a XV. századig még többnyire azonos funkcióval használtak, sőt, egészen a XVIII. századig a módosítás feloldását még gyakran egyszerűen az ellenkező jelű módosítójellel jelezték. A XVI. században német területeken a  nyomtatásban gyakran h betűként jelent meg, ez később a hang nevévé is vált és terjedt el számos országban (így Magyarországon is).
A tonusok háttérbe szorulásával, a harmonikus szemlélet és a dúr-moll diatónia térhódításával a XVI. századtól kezdve a módosítójelek használata rendszeresebb és pontosabb lett, ekkortól az eseti módosítás már csak az ütem végéig érvényes (ahogy a mai napig is van). A XVIII. század elején a kiegyenlített hangolás elterjedése adott újabb lökést egységes használatuknak, ekkor redukálódik a  funkciója az előző módosítás feloldására.
Az 1 előjegyzés (értelemszerűen a b hangot jelölve) a XIII. században jelent meg először, a 2 (b és esz) pedig a XV. században követte, innentől kezdve azonban az előjegyzések alkalmazása fokozatosan egyre jobban elterjedt és rendszeressé vált. A tonusok még meglévő elméleti jelentősége – elsősorban a többszólamú imitáció során fellépő transzpozíciók – miatt még a XVIII. században is szokás volt a műveknek a kvintkörön eggyel mélyebben elhelyezkedő hangnemben történő lejegyzése. Például Bach Dór toccata és fúga (BWV 538) című orgonadarabja d-moll hangnemű, azonban 1 helyett az előjegyzés nulla, mintha a mű d-dórban lenne, a szükséges további -t (esz) pedig a szerző esetileg módosítja. Hasonlóképpen „dóros” a lejegyzése a sokáig szintén Bachnak tulajdonított, híres d-moll toccata és fúgának. A Klavierübung harmadik kötetében Bach a „Wir glauben all an einen Gott” című korálelőjátékot (BWV 680) 2 előjegyzéssel, azaz h-mollnak megfelelően írta le, pedig a mű valójában e-mollban () van.